# Elezioni parlamentari in Georgia del 2012
Le elezioni parlamentari in Georgia del 2012 si tennero il 1º ottobre.

## Risultati
| Liste                                                   | Proporzionale | Proporzionale | Proporzionale | Uninominale | Uninominale | Uninominale | Totale seggi |
| Liste                                                   | Voti          | %             | Seggi         | Voti        | %           | Seggi       | Totale seggi |
| ------------------------------------------------------- | ------------- | ------------- | ------------- | ----------- | ----------- | ----------- | ------------ |
| Blocco Sogno Georgiano (KO - SRP - SKP - TD - EP - MGS) | 1 181 862     | 54,97         | 44            | 1 141 404   | 53,47       | 41          | 85           |
| Movimento Nazionale Unito                               | 867 432       | 40,34         | 33            | 869 109     | 40,72       | 32          | 65           |
| Movimento Cristiano-Democratico - Democratici Europei   | 43 805        | 2,04          | -             | 49 051      | 2,30        | -           | -            |
| Partito Laburista Georgiano                             | 26 621        | 1,24          | -             | 20 105      | 0,94        | -           | -            |
| Nuovi Diritti                                           | 9 255         | 0,43          | -             | 14 434      | 0,68        | -           | -            |
| Georgia Libera                                          | 5 865         | 0,27          | -             | 27 850      | 1,30        | -           | -            |
| Altri <5.000 voti                                       | 15 357        | 0,71          | -             | 12 609      | 0,59        | -           | -            |
| Totale                                                  | 2 150 197     | 100           | 77            | 2 134 562   | 100         | 73          | 150          |